# Lys Mouithys
Dyzaiss Lys Mouithys-Mickalad (Brazzaville, 4 luglio 1985) è un ex calciatore congolese (Repubblica del Congo), di ruolo attaccante.